# 渦と渦
「渦と渦」（うずとうず）は、2015年9月2日にキューンミュージックから発売されたNICO Touches the Wallsの18枚目のシングル。

## 解説
前作「まっすぐなうた」から3ヶ月振りとなる2015年第2弾シングル。
このシングルには、2015年12月23日に大阪城ホールにて行われる「NICO Touches the Walls LIVE SPECIAL 2015 "渦と渦 〜西の渦〜"」、2016年1月8日に日本武道館にて行われる「NICO Touches the Walls LIVE SPECIAL 2016 "渦と渦 〜東の渦〜"」の先行応募チケットが封入される。
また、先着購入特典として、初回生産限定盤および初回仕様限定盤には「NICO Touches the Walls 渦と渦ピック」が、期間生産限定盤には「『アルスラーン戦記』LPサイズ両面ポスター（描き下ろしジャケット絵柄）」が封入される。

## 収録曲
1. 渦と渦
  - 作詞・作曲：光村龍哉
  - MBS/TBS系全国放送アニメ「アルスラーン戦記」第2クールオープニングテーマ
2. 僕は30になるけれど
  - 作詞・作曲：光村龍哉
3. ラーメンたべたい
  - 作詞・作曲：矢野顕子
  - 光村曰く、選曲の理由は「まっすぐなツアー道中に、無性に東京のラーメンが恋しくなった」ため。

期間生産限定盤収録曲
4. 渦と渦 (Instrumental)
5. 渦と渦 (TV Size)

### DVD
- 初回生産限定盤
  - 「アコタッチと呼んでみて☆vol.5」

  1. まっすぐなうた
  2. 夏の大三角形

- 期間生産限定盤
  - 「『アルスラーン戦記』ノンクレジットOP映像」